# Saçmalıpınar, Gölyaka
Saçmalıpınar là một xã thuộc huyện Gölyaka, tỉnh Düzce, Thổ Nhĩ Kỳ. Dân số thời điểm năm 2010 là 1.286 người.